# Hrabstwo Casey
Casey – hrabstwo położone w Stanach Zjednoczonych, w stanie Kentucky. Siedzibą hrabstwa jest Liberty.
Hrabstwo Casey zostało ustanowione w 1806 roku.
Hrabstwo należy do nielicznych hrabstw w Stanach Zjednoczonych należących do tzw. dry county, czyli hrabstw gdzie decyzją lokalnych władz obowiązuje całkowita prohibicja.